# Vannuccia campana
Vannuccia campana är en plattmaskart som beskrevs av Ehlers 1980. Vannuccia campana ingår i släktet Vannuccia och familjen Coelogynoporidae. Inga underarter finns listade i Catalogue of Life.